# Gynoplistia flindersi
Gynoplistia flindersi är en tvåvingeart som beskrevs av Alexander 1931. Gynoplistia flindersi ingår i släktet Gynoplistia och familjen småharkrankar. Inga underarter finns listade i Catalogue of Life.